# Museo Arqueológico de Delfos
El Museo Arqueológico de Delfos (en griego moderno: Αρχαιολογικό Μουσείο Δελφών) es uno de los principales museos de Grecia y uno de los más visitados del país. Depende del Ministerio de Cultura de Grecia. El museo,  fundado en 1903 y objeto de varias remodelaciones, alberga los restos encontrados hasta el momento del templo de Delfos, que data de la prehistoria a la antigüedad tardía.
Se encuentra organizado en catorce salas en dos plantas, expone sobre todo escultura, entre ellas el famoso Auriga de Delfos y elementos arquitectónicos o ofrendas. Además de la exposición, que abarca 2.270 m², los fondos y salas de conservación (mosaico, cerámica y orfebrería) ocupan espacios que llegan a los 558 m². Dispone complementos de vestíbulo, cafetería y servicios de tienda para los visitantes.

## Historia
El primer museo de Delfos fue fundado por el banquero y filántropo Andreas Syngros, y construido en 1903 con un proyecto de Albert Tournaire, para recibir los resultados de las excavaciones iniciadas por arqueólogos franceses en 1892.
El edificio original, de dos alas, se amplió entre 1935 y 1936, y nuevamente en 1958 por Patroclos Karantinos para alojar la colección, siempre creciente, con nuevos hallazgos. La organización de la colección se completó la primera fase en 1963. En 1975, con la recuperación de un toro cubierto de plata y objetos criselefantinos, parte del laboratorio de la escultura y los depósitos fueron adaptados como salas de exposiciones. El museo se amplió nuevamente en 1999 para adaptarse a los criterios museológicos modernos, haciéndose nuevos laboratorios y almacenes, una nueva fachada, un vestíbulo y una cafetería, además de remodelar completamente su exposición sistemática. La colección se reordenó con el fin de la necesidad de mostrar las principales atracciones del museo con eficacia y el deseo de presentar las últimas teorías y descubrimientos de la historia griega. También se intentó canjear objetos almacenados, como la clásica fachada del Templo de Apolo. El museo abrió sus puertas una vez más por su centenario.

## Colección

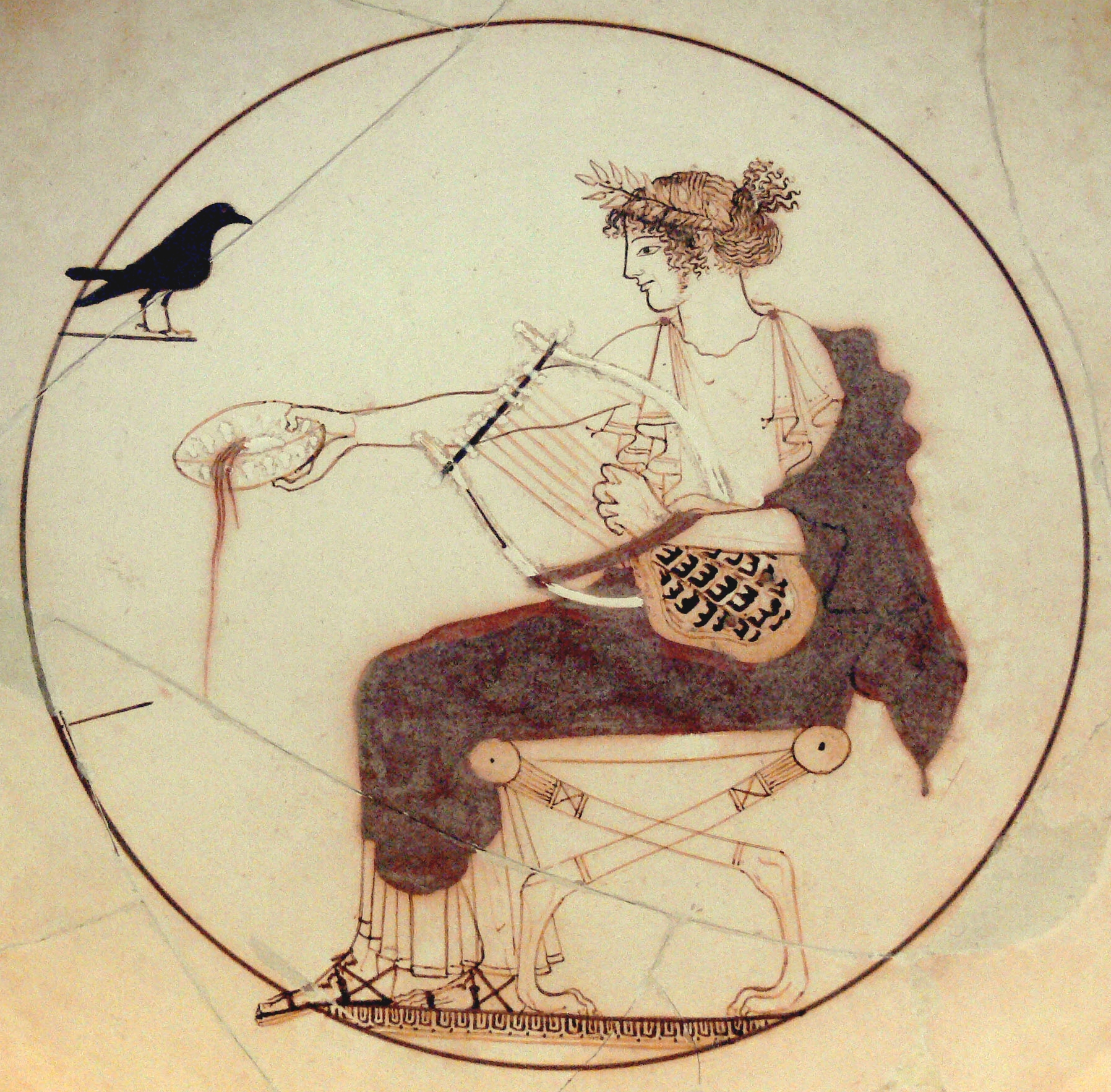
Apolo y el cuervo.

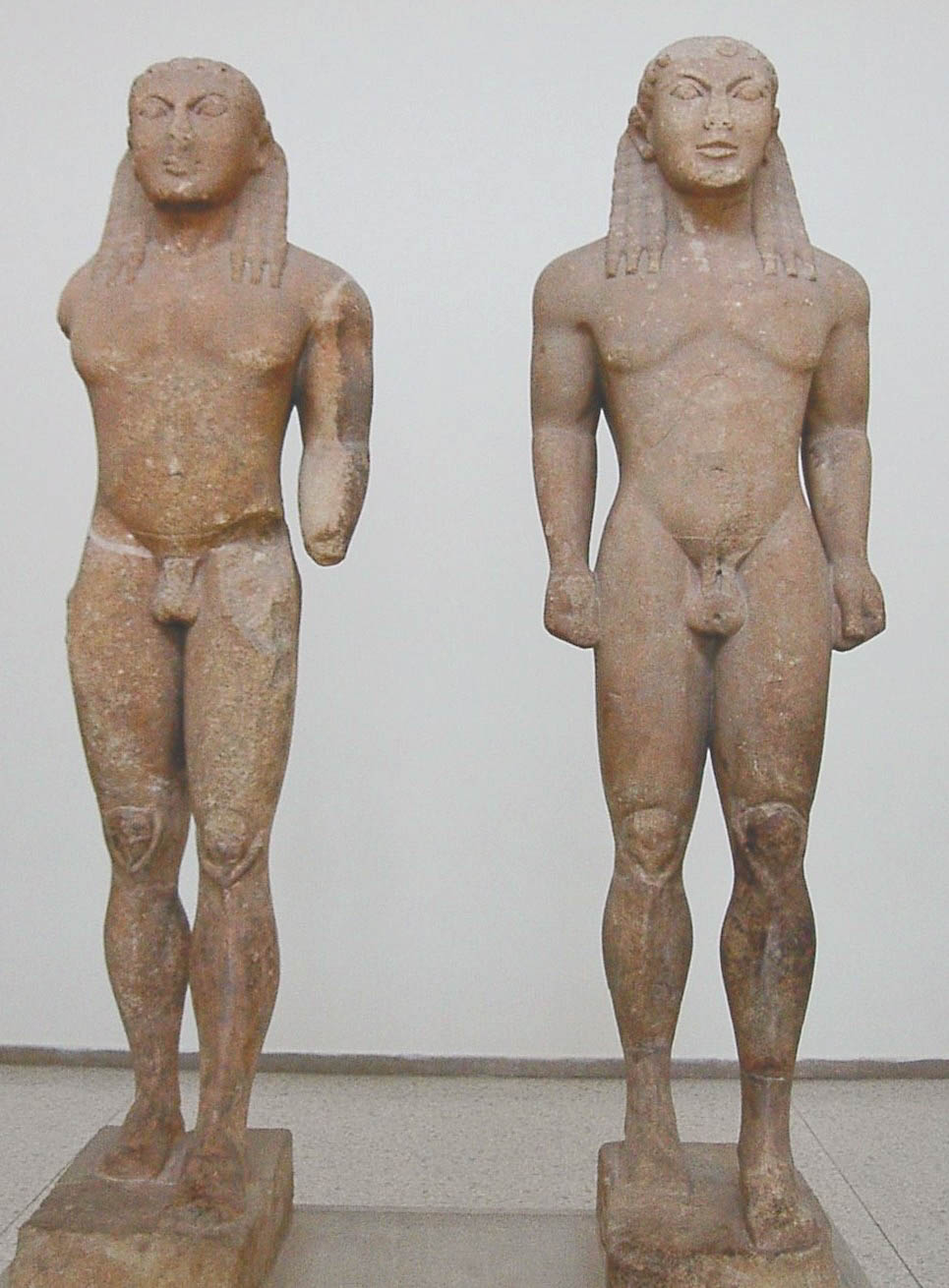
Cleobis y Bitón.

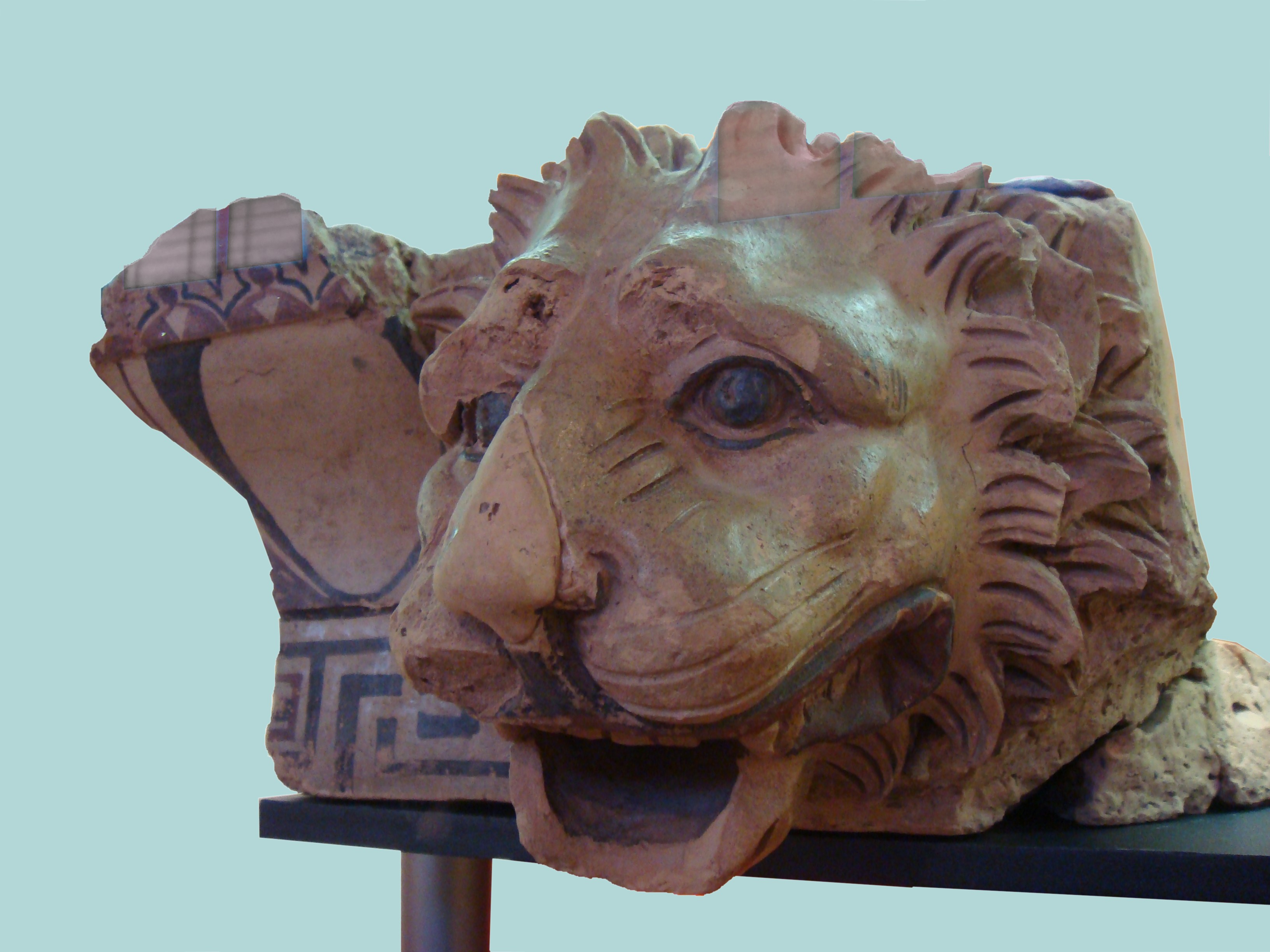
Cabeza de león.

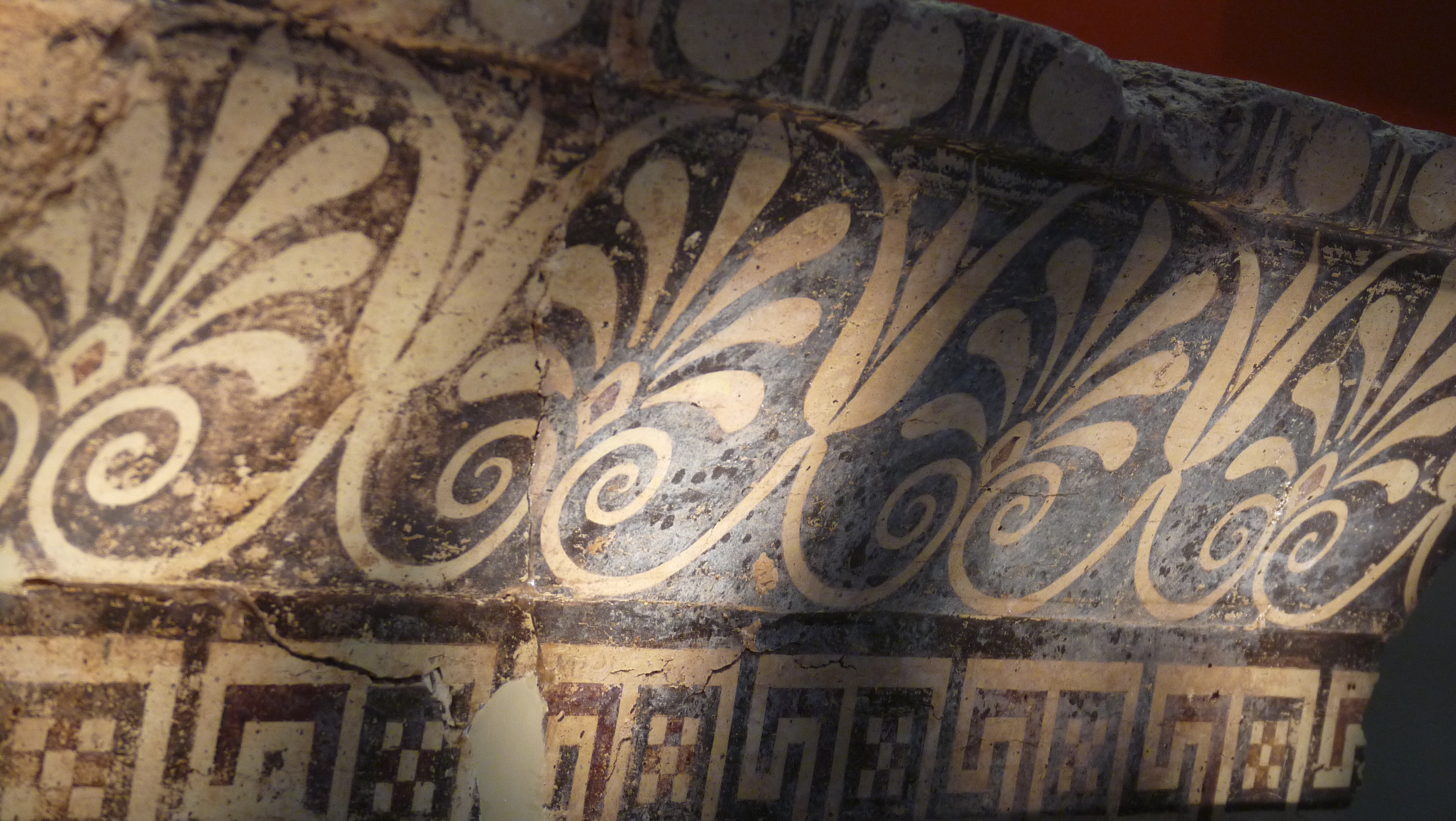
Detalle ornamental de un friso.

El museo está dedicado a la preservación de los hallazgos del yacimiento arqueológico del santuario de Apolo y alrededores, incluyendo elementos arquitectónicos, estatuas y objetos votivos que datan desde la prehistoria hasta el final de la Edad Antigua, con una mayor concentración de piezas provenientes del momento en que el templo disfrutaba de su mayor prosperidad e influencia entre el periodo arcaico y la época romana.
La colección está organizada cronológicamente y sus piezas se contextualizan con la ayuda de mapas, textos y maquetas de edificios reconstruidos de manera digital, para permitir una mayor comprensión de la evolución histórica del lugar y su importancia, así como la identidad de los diversos talleres artísticos que trabajaron allí y la evolución urbana y demográfica derivada de la existencia del santuario. Algunas de sus obras más importantes, como el famoso Auriga de Delfos, se exhiben en salas especiales.
Se estructura en torno a los siguientes elementos con los que contaba el santuario: el santuario de Atenea Pronea, las capillas votivas y de la Vía Sacra, el Templo de Apolo y el Tesoro de Sifnos.
- Salas I y II: Orígenes y primeras ofrendas del santuario. Esta sala presenta los inicios del santuario, antes de la creación del culto de Apolo, y la transición hacia el nuevo culto a través de pequeñas estatuas  micénicas, las placas de Minos y trípodes, las primeras ofrendas a la nueva divinidad. Otras piezas incluyen conchas de Creta y Chipre, estatuas de sirenas e imágenes votivas griegas del periodo geométrico, figuras de animales, joyas y el famoso «kuros dedálico», una pequeña estatua de bronce precursora de las grandes estatuas de mármol del siglo VI a. C.[6]
- Sala III: Período arcaico inicial. Con un par de kouroi posiblemente representando a Cleobis y Bitón, además de un grupo de piezas en bronce y frisos del Tesoro de Sifnos.[7]
- Sala IV. Vía Sacra y capillas votivas. Se muestran los resultados de la Vía Sacra que llegaba al templo, especialmente las ofrendas dedicadas a los dioses por diversas ciudades griegas del periodo arcaico, almacenadas en pequeñas capillas y erigidas cerca del edificio principal.[8]
- Sala V: El tesoro de Sifnos. Expone los elementos  arquitectónicos del tesoro -capilla votiva- de la ciudad de Sifnos, incluyendo la Esfinge de Naxos, frisos, parte del frontón oriental y cariátides.[8]
- Sala VI: Templo de Apolo. Elementos de arquitectura del antiguo templo principal, con las estatuas del frontón, que datan de los periodos arcaico y clásico.[9]
- Salas VII y VIII: Tesoro de Atenas. Decoración escultórica de la capilla erigida por los atenienses junto con sus frisos, metopas, inscripciones de himnos religiosos y el acroterio representando amazonas a caballo.[10]
- Sala IX: Ofrendas del siglo V a.C. Incluye ofrendas y decoraciones en escultura de terracota de los dos tesoros dedicados a Atenea Pronea, el Tesoro de Massàlia y el Tesoro Dórico, además de acroteras de otros edificios.[10]
- Sala X: Tholos. La sala está dedicada al tholos de Delfos, el edificio circular del santuario de Atenea Pronea, con elementos arquitectónicos y partes de la decoración escultórica.[10]
- Sala XI: Los periodos clásico tardío y helenístico. Con ofrendas de omphalos, y una gran columna con figuras femeninas bailando, además de una serie de esculturas de estos periodos.[10]
- Sala XII: Período helenístico y romano. Con frisos especiales de ofrendas de Aemilius Paulus -el primero de un grupo de edificios romanos-, el altar de Pronea, la estatua de Antínoo y otras piezas representativas de metal y de piedra de estos periodos.[10]
- Sala XIII: El Auriga. Dedicada a la exposición individual de la famosa escultura que representa un conductor de carros, una de las pocas representaciones conservadas griegas originales de bronce.[11]
- Sala XIX: Decadencia y fin del santuario. Ilustra los últimos siglos de la existencia del Templo de Apolo, con los retratos de los emperadores romanos y elementos arquitectónicos y votivos que ya presentan símbolos  cristianos.[11]

## Galería

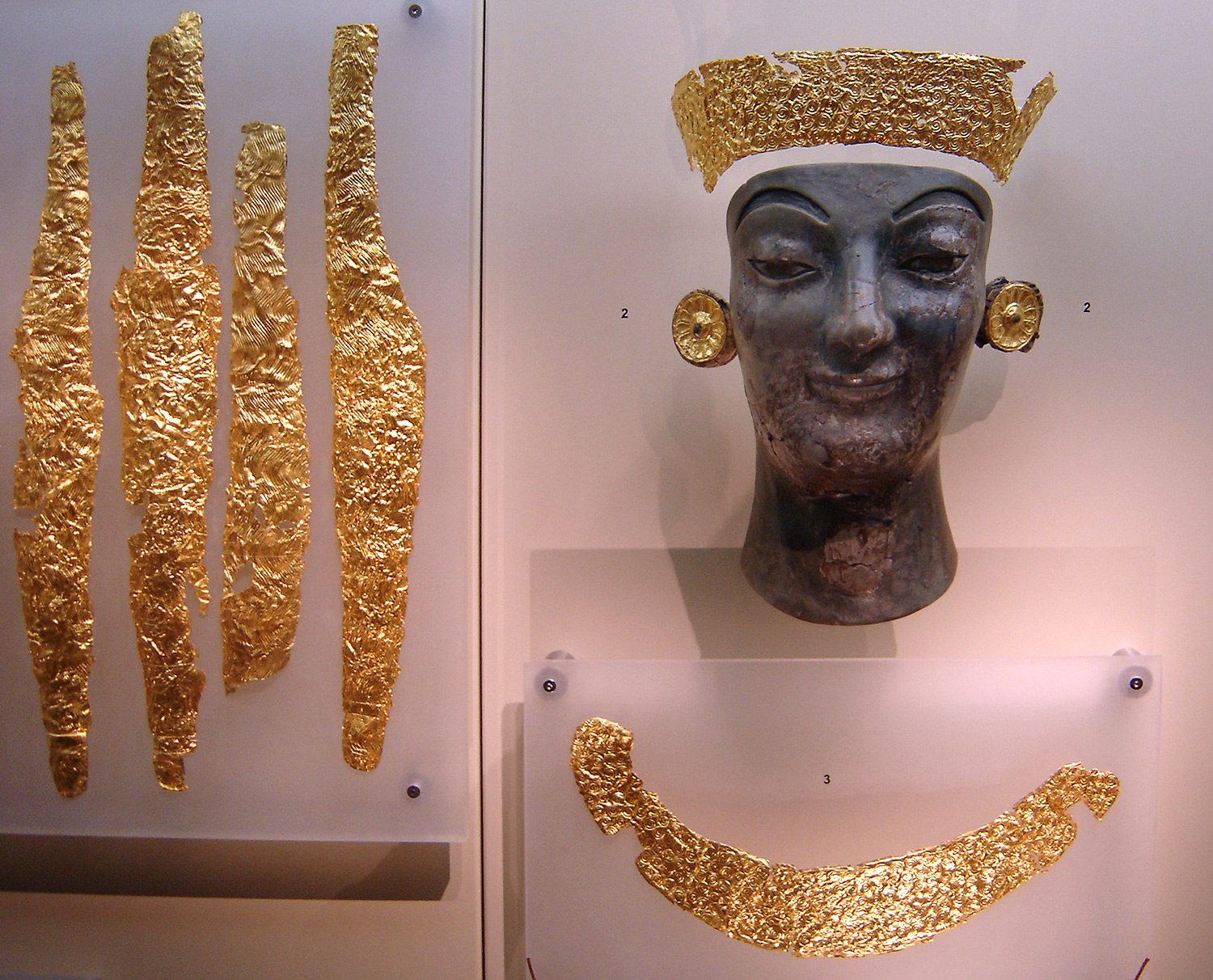
Cabeza criselefantina de Artemisa (siglo VI a. C.)
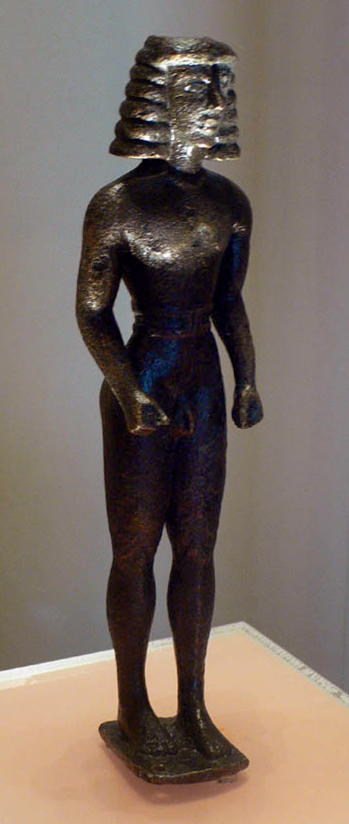
el famoso «kuros dedálico» (hacia el 620 a. C.)
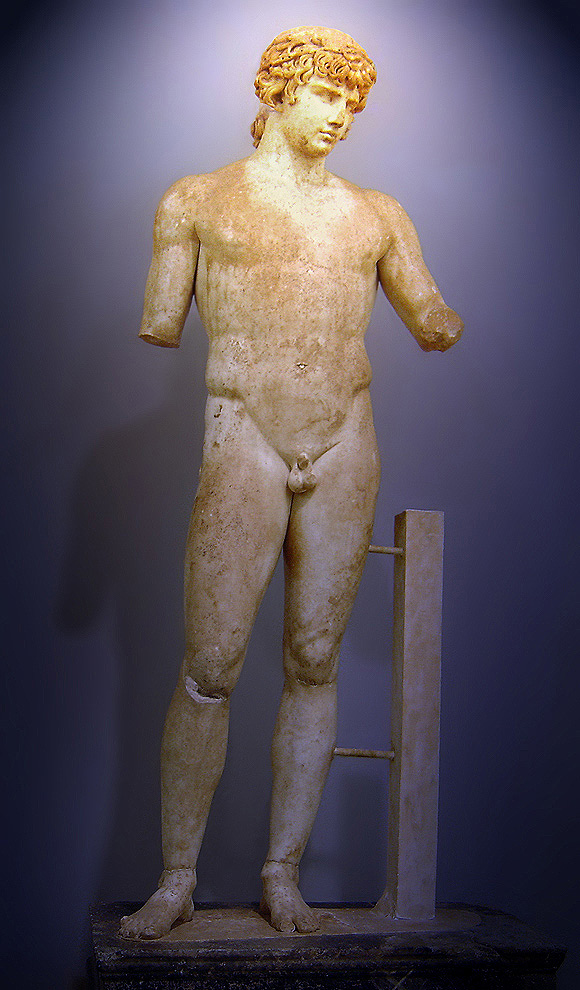
Antínoo.
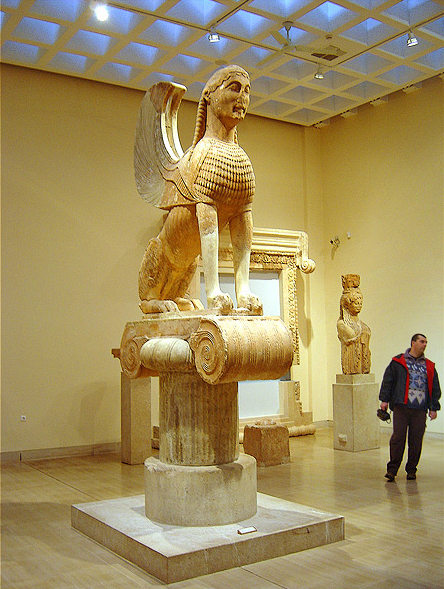
Esfinge.
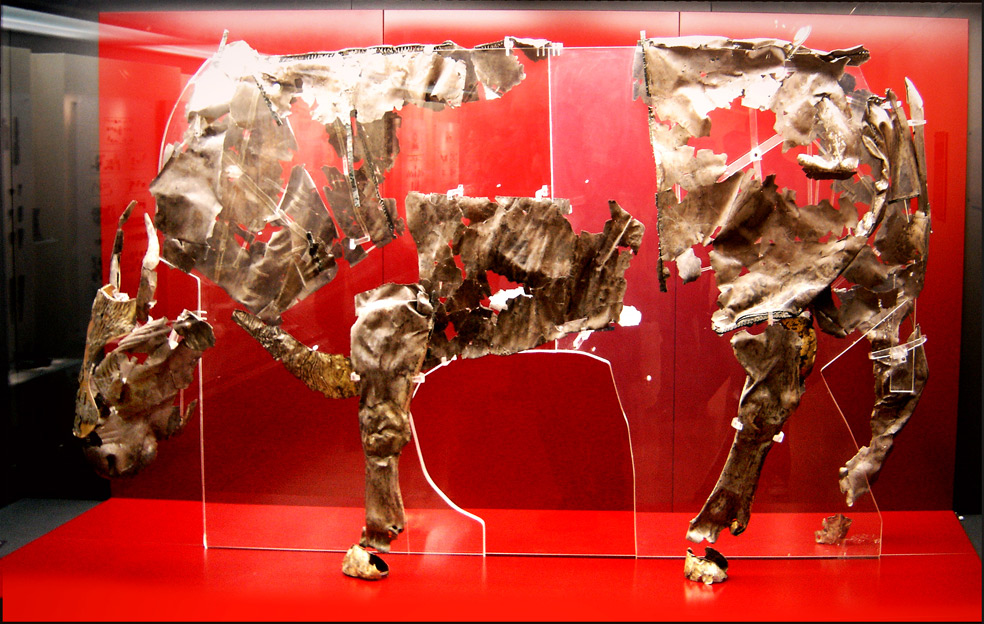
Fragmentos de un toro votivo cubierto de plata
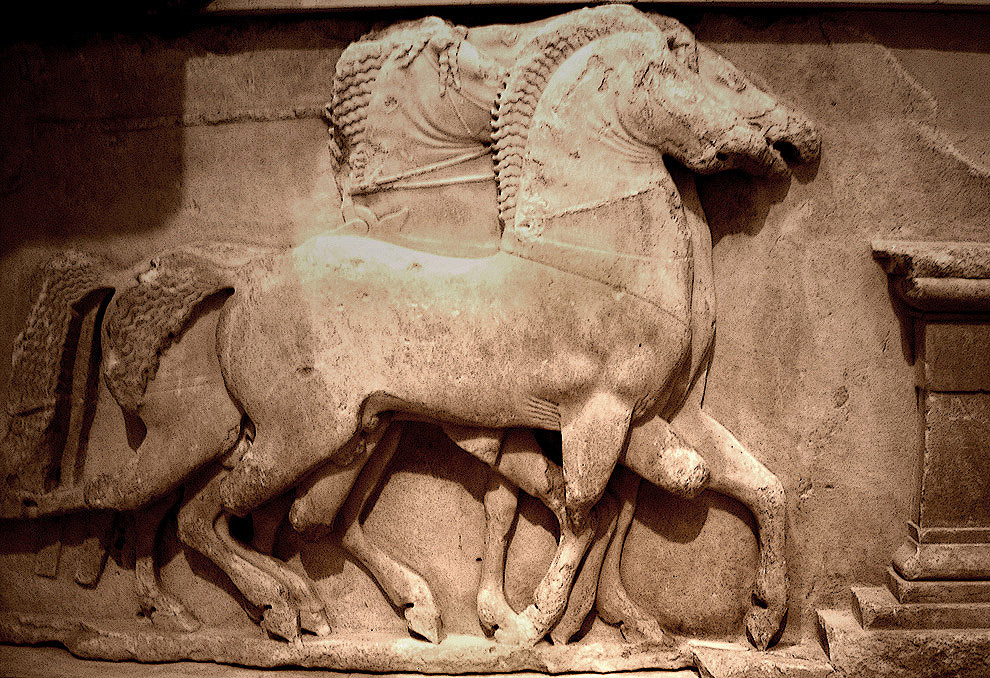
Friso del Tesoro de Sífnos
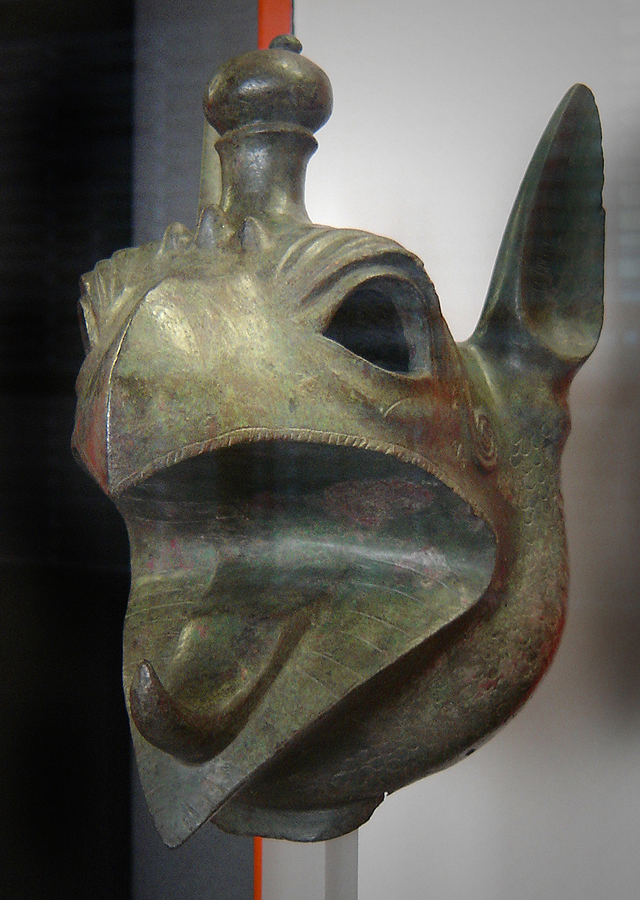
Cabeza de grifo-
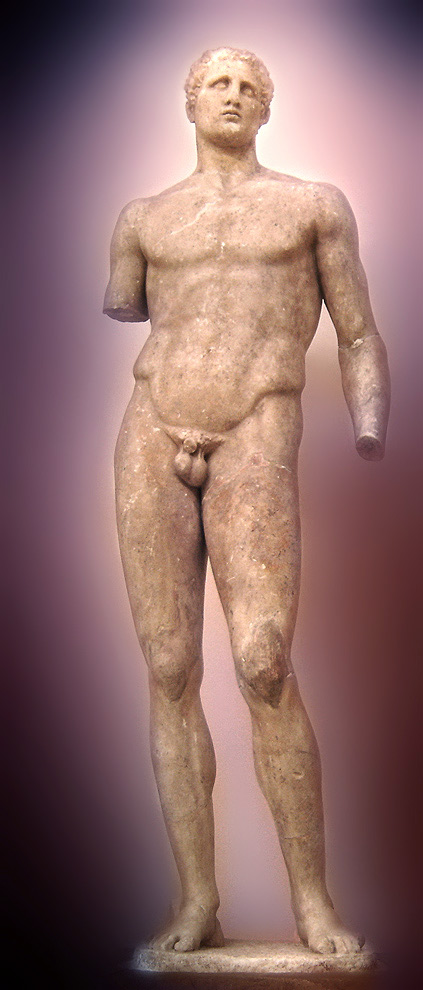
Lísipo(?): Aghias
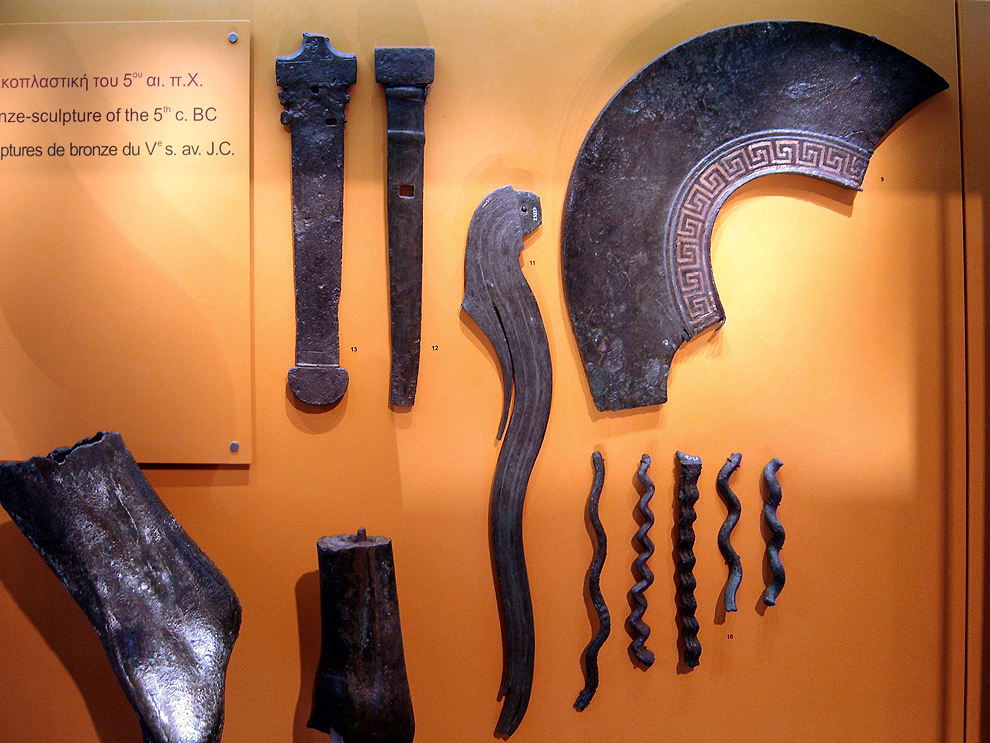
Piezas de armamento.